# Notabeln

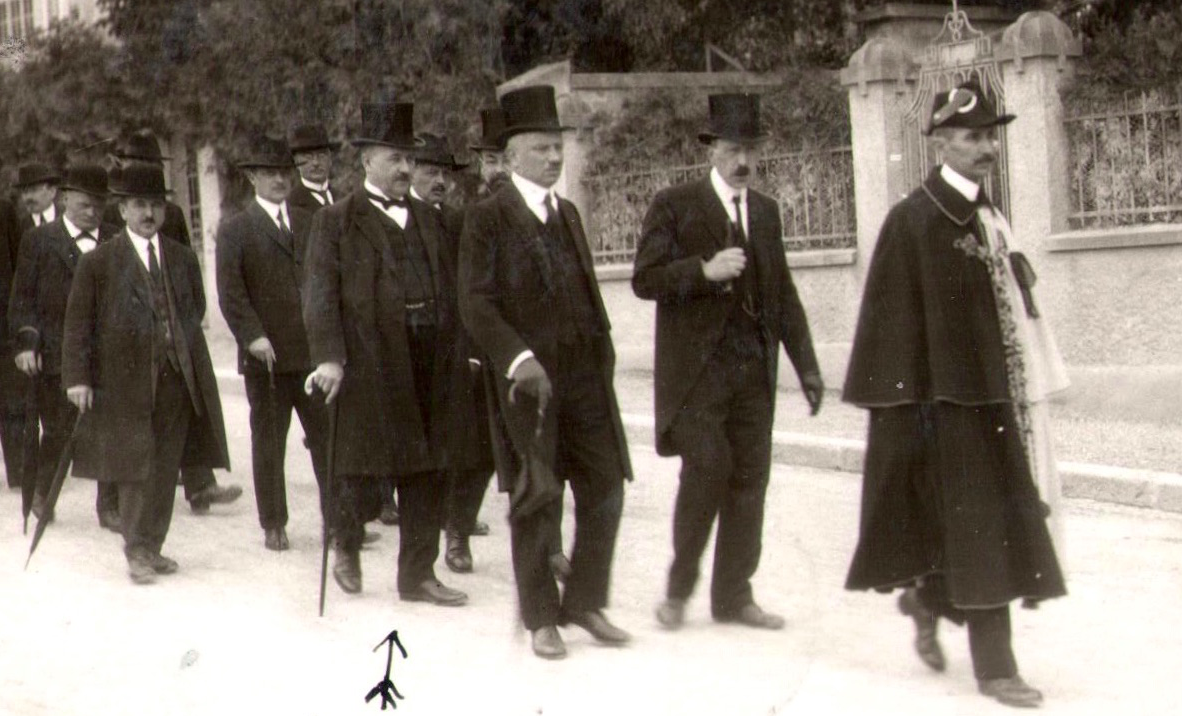
Großer Rat, Freiburg im Üechtland

Notabeln (frz. les notables‚ die Angesehenen) waren Angehörige der sozialen Oberschicht, deren Ansehen auf hohem Rang, besonderen Verdiensten oder großem Vermögen beruhte.

## Merkmale
Im übertragenen Sinn bezeichnete Notabeln auch die höher gestellten Bürger. Im Wortsinn meint notables Personen „die zu beachten sind“, bzw. „Beachtenswerte“. Der Begriff des Notabeln ist – jedenfalls soweit er für entsprechende Gruppen in Deutschland verwendet wird – nicht deckungsgleich mit dem des Großbürgers, der Personen bürgerlicher Herkunft mit großem Vermögen und entsprechendem Lebensstil erfasst, während Notabeln in Abgrenzung hierzu auch jene Personen erfassen, die auch ohne großes Vermögen aufgrund ihres Ansehens und Ranges eine gesellschaftlich herausgehobene Stellung innehatten.

## Frankreich
In Frankreich wurden die erweiterten Ratsversammlungen des Königs schon seit dem 15. Jahrhundert als assemblées des notables, also ‚Notabelnversammlungen‘ bezeichnet. Im Unterschied zu den Generalständen kamen sie auf Berufung des Königs zustande. 
Die Notabeln entstammten allen drei Ständen. Da sie jedoch tatsächlich und auch rechtlich größere Macht und Verzüge besaßen als das einfache Volk, waren sie der Entwicklung des Staates hin zum Absolutismus wenig hinderlich. 
In der Notabelnversammlung von 1627 wurde daher offiziell auf weitere Einberufungen der Notablenversammulng verzichtet.  Erst 160 Jahre später, im Jahre 1787, als durch den Amerikanischen Unabhängigkeitskrieg und eine andauernde Missernte der französische Staat vor dem Bankrott stand, musste der damalige Minister für Finanzen, Charles Alexandre de Calonne, erneut die Notabeln nach Versailles rufen. (→ Notabelnversammlung (1787)) Diese stürzten den Minister und verlangten grundsätzliche Reformen, wie die Steuerreform, welche aber vom Parlement abgelehnt worden war. Daraufhin wurde eine Einberufung der Generalstände veranlasst, was den Anstoß zur Französischen Revolution gab.

## Hamburg
In der Stadtrepublik Hamburg erhielten die Notabeln in der Verfassung von 1859 eine eigens geschaffene Sicherung ihres Einflusses auf das Stadtregiment. Hier wurde der Begriff der Notabeln für diejenigen Wahlberechtigten übernommen, die ihre Abgeordneten zur Bürgerschaft außerhalb der allgemeinen Wahlen entsandten. Die aus den Deputationen kommenden Notabelnabgeordneten sollten „ein Gegengewicht gegen die Tendenz der Alleinherrschaft gewisser Volksklassen“ sein. Der Einfluss der Kaufmannschaft in den Basisgremien war erheblich. Vielfach wurden die hamburgischen Notabelnabgeordneten pauschal mit den Großhandelsinteressen identifiziert.